# بيدير هيورت
بيدير هيورت (بالنرويجية البوكمول: Peder Hiort)‏ هو شخصية أعمال نرويجي، ولد في 1715، وتوفي في 1789.